# زبان واتا
واتا یا سانیه یک زبان اورومو است که شکارچی-گردآورنده‌ها در کنیا، پیشتر با آن سخن می‌گفتند.